# Stachys truncata
Stachys truncata là một loài thực vật có hoa trong họ Hoa môi. Loài này được Kunze ex Benth. miêu tả khoa học đầu tiên năm 1834.